# Lituania en los Juegos Paralímpicos de Atenas 2004
Lituania estuvo representada en los Juegos Paralímpicos de Atenas 2004 por un total de 20 deportistas, 16 hombres y cuatro mujeres.

## Medallistas
El equipo paralímpico lituano obtuvo las siguientes medallas:
| Nombre               | Deporte   | Evento                    |
| -------------------- | --------- | ------------------------- |
| Oro                  |           |                           |
| Aldona Grigaliūnienė | Atletismo | Peso F37/38 femenino      |
| Plata                |           |                           |
| Kęstutis Skučas      | Natación  | 50 m espalda S4 masculino |
| Bronce               |           |                           |
| Kęstutis Bartkėnas   | Atletismo | 10 000 m T13 masculino    |
| Linas Balsys         | Atletismo | Maratón T13 masculino     |
| Rolandas Urbonas     | Atletismo | Disco F12 masculino       |
| Algirdas Tatulis     | Atletismo | Disco F42 masculino       |
| Jonas Stoškus        | Yudo      | –90 kg masculino          |